# Championnat d'Europe de futsal 2014
Navigation
Euro 2012 Euro 2016
Le Championnat d'Europe de futsal 2014 est la neuvième édition du Championnat d'Europe de futsal, compétition organisée par l'Union des associations européennes de football et rassemblant les meilleures équipes masculines européennes. Il se déroule en Belgique du 28 janvier au 8 février 2014. Le match d'ouverture et la finale ont lieu au Sportpaleis à Anvers.
L'Italie remporte la compétition pour la deuxième fois en battant la Russie, déjà finaliste de l'édition précédente, qui a elle-même réalisé l'exploit de battre l'Espagne pour la première fois depuis neuf ans l'empêchant d'obtenir son cinquième titre consécutif. C'est la première fois depuis 2003 que l'Espagne est absente d'une finale de la compétition. L'Italie devient également la première équipe à remporter le tournoi sans avoir eu à éliminer l'« ogre espagnol. »

## Villes et salles retenues
| Salle    | Sportpaleis | Lotto Arena |
| -------- | ----------- | ----------- |
|          | Sportpaleis | Lotto Arena |
| Ville    | Anvers      | Anvers      |
| Capacité | 15 089      | 5 218       |

## Équipes participantes

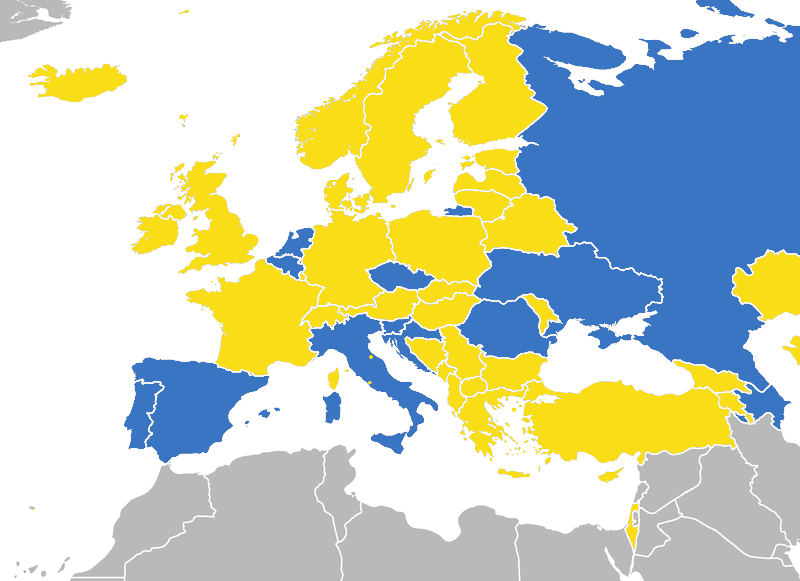
Équipes participantes et non participantes à l'Euro 2014 de futsal de l'UEFA en Belgique :
Équipes qualifiées pour la compétition
Équipes non qualifiées pour la compétition

- Pays hôte

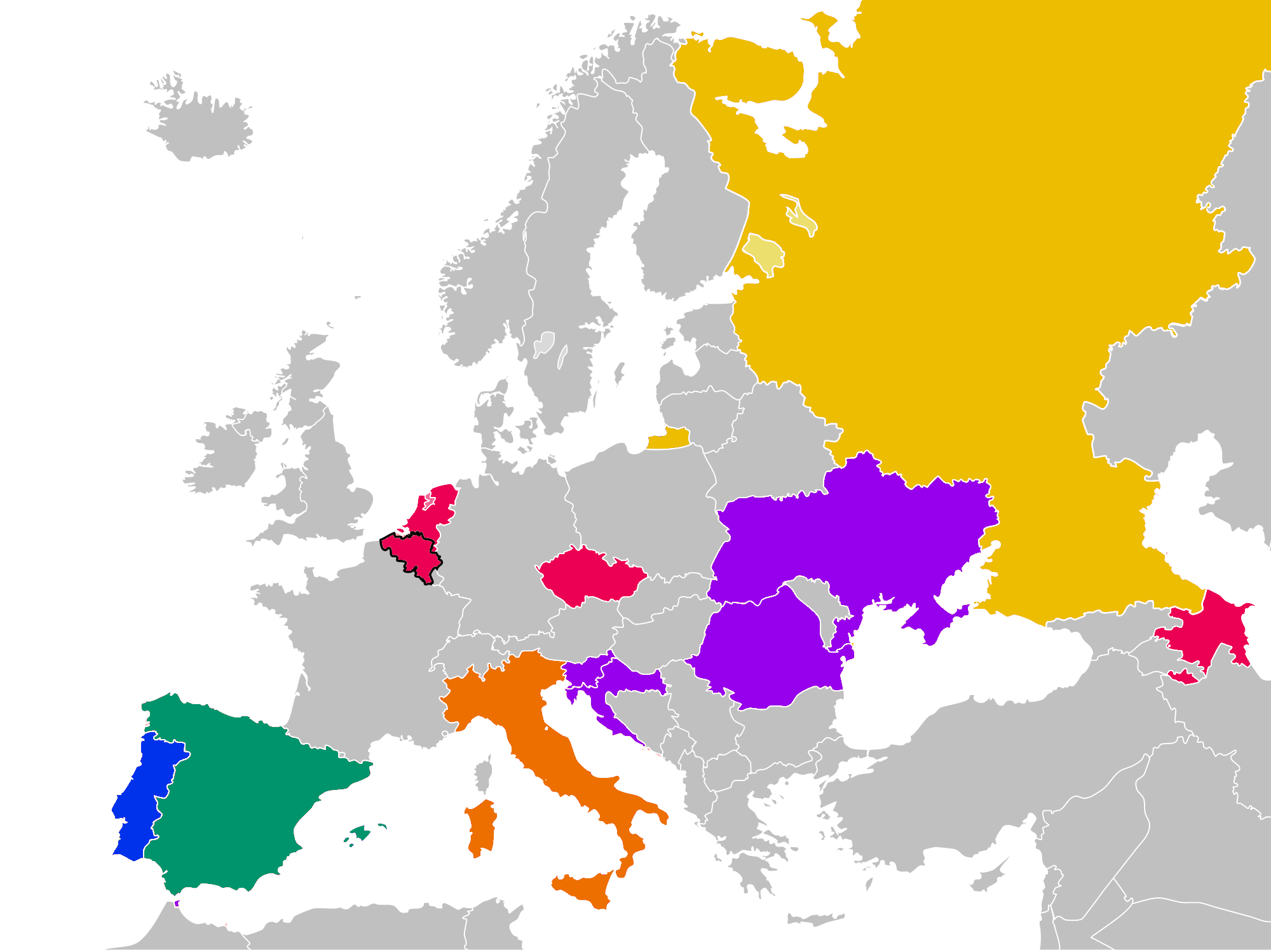
Carte des performances des équipes participantes de l'Euro 2014 (Belgique, Russie, Italie, Espagne, Ukraine, Portugal, Croatie, Roumanie, République tchèque, Azerbaïdjan, Slovénie et Pays-Bas) :
Premier tour
Quarts-de-finale
Quatrième
Troisième
Finaliste
Vainqueur

| Pays               | Qualification      | Nombre de participations                            |
| ------------------ | ------------------ | --------------------------------------------------- |
| Belgique           | Nation hôte        | 4 (1996, 1999, 2003, 2010).                         |
| Italie             | Vainqueur Groupe 1 | 8 (1996, 1999, 2001, 2003, 2005, 2007, 2010, 2012). |
| Azerbaïdjan        | Vainqueur Groupe 2 | 2 (2010, 2012).                                     |
| Russie             | Vainqueur Groupe 3 | 8 (1996, 1999, 2001, 2003, 2005, 2007, 2010, 2012). |
| Espagne            | Vainqueur Groupe 4 | 8 (1996, 1999, 2001, 2003, 2005, 2007, 2010, 2012). |
| Portugal           | Vainqueur Groupe 5 | 6 (1999, 2003, 2005, 2007, 2010, 2012).             |
| République tchèque | Vainqueur Groupe 6 | 6 (2001, 2003, 2005, 2007, 2010, 2012).             |
| Slovénie           | Vainqueur Groupe 7 | 3 (2003, 2010, 2012).                               |
| Ukraine            | Gagnant Play-off   | 7 (1996, 2001, 2003, 2005, 2007, 2010, 2012).       |
| Roumanie           | Gagnant Play-off   | 2 (2007, 2012).                                     |
| Pays-Bas           | Gagnant Play-off   | 4 (1996, 1999, 2001, 2005).                         |
| Croatie            | Gagnant Play-off   | 3 (1999, 2001, 2012).                               |

## Groupes

### Tirage au sort
Le tirage au sort des groupes du tournoi final a eu lieu le 4 décembre 2013 à Nyon. Les douze finalistes ont été répartis dans trois pots et chacun des quatre groupes est composé d'une équipe de chaque pot.
| Chapeau 1                                  | Chapeau 2                                       | Chapeau 3                          |
| ------------------------------------------ | ----------------------------------------------- | ---------------------------------- |
| Belgique (Pays hôte) Espagne Russie Italie | Portugal Ukraine République tchèque Azerbaïdjan | Croatie Roumanie Slovénie Pays-Bas |

| Groupe A | Groupe B | Groupe C    | Groupe D           |
| -------- | -------- | ----------- | ------------------ |
| Belgique | Russie   | Italie      | Espagne            |
| Ukraine  | Portugal | Azerbaïdjan | République tchèque |
| Roumanie | Pays-Bas | Slovénie    | Croatie            |

### Groupe A
Ce groupe est considéré le moins relevé et le plus ouvert de la compétition avec le pays hôte, la Belgique qui n'est jamais parvenue à remporter un match en phase finale depuis 1996, l'Ukraine, considérée comme l'un des outsiders potentiels de cette compétition, et la Roumanie.
La Belgique est lourdement battue d'entrée par la Roumanie. Lors de la deuxième journée, l'Ukraine, l'une des nations les plus participantes de l'Euro, bat la Roumanie sur une courte marge (qualifiant toutefois cette dernière). Pour la dernière journée, une défaite par deux buts d'écarts suffit à l'Ukraine pour se qualifier alors que la sélection hôte du Benelux est dans l'obligation de gagner par au moins trois buts d'écart. Cependant, ce match de très haute qualité défensive, avec un gardien ukrainien au sommet de sa forme, met en avant les lacunes offensives des deux équipes qui ne marquent aucun but par manque de finition patent. La Belgique quitte donc la compétition dès le premier tour tandis que l'Ukraine, la meilleure défense du premier tour avec les cages inviolées, et la Roumanie progressent. L'Ukraine a d'ailleurs battu deux records. La Zbirna devient la première équipe de l'histoire à sortir de son groupe sans encaisser de but tout en totalisant le plus faible nombre de buts jamais inscrit avec un seul marqué. L'Ukraine et la Roumanie affronteront respectivement le Portugal et la Russie.
| Rang | Équipe   | Pts | J | G | N | P | Bp | Bc | Diff |
| ---- | -------- | --- | - | - | - | - | -- | -- | ---- |
| 1    | Ukraine  | 4   | 2 | 1 | 1 | 0 | 1  | 0  | +1   |
| 2    | Roumanie | 3   | 2 | 1 | 0 | 1 | 6  | 2  | +4   |
| 3    | Belgique | 1   | 2 | 0 | 1 | 1 | 1  | 6  | -5   |

| Date            | Lieu                | Équipe 1 | Résultat | Équipe 2 |
| --------------- | ------------------- | -------- | -------- | -------- |
| 28 janvier 2014 | Lotto Arena, Anvers | Belgique | 1 – 6    | Roumanie |
| 30 janvier 2014 | Lotto Arena, Anvers | Roumanie | 0 – 1    | Ukraine  |
| 1 février 2014  | Lotto Arena, Anvers | Ukraine  | 0 – 0    | Belgique |

### Groupe B
Ce groupe apparaît très déséquilibré. En effet, ce groupe contient la Sbornaïa russe, la Seleçao portugaise et les Oranjes néerlandais. La Russie, vice-championne d'Europe de 2012, et le Portugal, vice-champion d'Europe de 2010, en tant que favoris de la compétition, partent largement favoris du groupe face aux Pays-Bas, petit poucet de la poule qui joue sa première phase finale depuis 2005. Les Oranje constituent l'équipe la plus mal classée et la plus faible de la compétition. L'enjeu du groupe au classement semble donc être le match entre la Russie et le Portugal.
Ce déséquilibre se confirme dès le premier match. La Russie écrase les Pays-Bas faisant honneur à son titre de vice-champion et son statut de favoris de l'édition. Le Portugal réussit également son entrée éliminant les Pays-Bas qui repartent sans le moindre point. Lors de la dernière journée, un duel de champions ouvert et sans favori indiscutable oppose la Russie au Portugal pour la première place du groupe avec un léger avantage pour la Russie qui peut se permettre le nul pour finir premier du groupe. Un avantage que la Sbornaïa exploite bien puisqu'après un match riche en évènement, rebondissement et en technique, les deux champions sont incapables de se départager. La Russie finit première du groupe (comme en 2012 avec l'Italie) grâce au nul tandis que le Portugal se qualifie à la deuxième place.
| Rang | Équipe   | Pts | J | G | N | P | Bp | Bc | Diff |
| ---- | -------- | --- | - | - | - | - | -- | -- | ---- |
| 1    | Russie   | 4   | 2 | 1 | 1 | 0 | 11 | 5  | +6   |
| 2    | Portugal | 4   | 2 | 1 | 1 | 0 | 9  | 4  | +5   |
| 3    | Pays-Bas | 0   | 2 | 0 | 0 | 2 | 1  | 12 | -11  |

| Date            | Lieu                | Équipe 1 | Résultat | Équipe 2 |
| --------------- | ------------------- | -------- | -------- | -------- |
| 28 janvier 2014 | Lotto Arena, Anvers | Russie   | 7 – 1    | Pays-Bas |
| 30 janvier 2014 | Lotto Arena, Anvers | Pays-Bas | 0 – 5    | Portugal |
| 1 février 2014  | Lotto Arena, Anvers | Portugal | 4 – 4    | Russie   |

### Groupe C
Ce groupe apparaît avant le début de la compétition comme le plus équilibré. L'Italie, troisième d'Europe et du monde, est désignée favorite du groupe, mais l'Azerbaïdjan et la Slovénie sont considérées capables d'embêter la Squadra.
La Slovénie crée le premier exploit de la compétition en battant l'Italie contre les pronostics. Mais la joie est de courte durée parce qu'après avoir mené 5-2 et avoir entrevu les quarts-de-finale, l'Azerbaïdjan renverse le score et gagne. À la dernière journée, toutes les équipes peuvent se qualifier, mais la Slovénie ne dépend plus d'elle-même. L'Italie se rachète finalement la dernière journée en atomisant l'Azerbaïdjan dominateur, mais fébrile en défense. Elle se qualifie ainsi à la première place avec la Slovénie à la deuxième.
| Rang | Équipe      | Pts | J | G | N | P | Bp | Bc | Diff |
| ---- | ----------- | --- | - | - | - | - | -- | -- | ---- |
| 1    | Italie      | 3   | 2 | 1 | 0 | 1 | 9  | 3  | +6   |
| 2    | Slovénie    | 3   | 2 | 1 | 0 | 1 | 9  | 9  | 0    |
| 3    | Azerbaïdjan | 3   | 2 | 1 | 0 | 1 | 7  | 13 | -6   |

| Date            | Lieu                | Équipe 1    | Résultat | Équipe 2    |
| --------------- | ------------------- | ----------- | -------- | ----------- |
| 29 janvier 2014 | Lotto Arena, Anvers | Italie      | 2 – 3    | Slovénie    |
| 31 janvier 2014 | Lotto Arena, Anvers | Slovénie    | 6 – 7    | Azerbaïdjan |
| 2 février 2014  | Lotto Arena, Anvers | Azerbaïdjan | 0 – 7    | Italie      |

### Groupe D
Avant la compétition, l'Espagne, quadruple championne d'Europe, semble l'équipe la mieux placée pour sortir du groupe. À l'inverse du Groupe B qui comprend deux grosses équipes et une troisième plus faible, le Groupe D dégage un favori et s'annonce ouvert pour la deuxième place. La Croatie, quatrième d'Europe chez elle en 2012, semble légèrement favorite pour, mais la République tchèque, troisième de 2010 a tous les arguments pour battre la Croatie.
Et pourtant, le déroulement de la phase finale est très serré entre les trois équipes. Lors du premier match, la Croatie crée une grande surprise en tenant l'Espagne en échec. Les Vatrenis peuvent se qualifier dès leur deuxième match contre la République tchèque, mais là aussi, les deux équipes se séparent sur un nul. À une journée de la clôture de la phase de groupe, l'issue de la poule est incertaine. En cas de nul 3-3 lors du dernier match, les trois équipes seront à égalité parfaite ! Cependant, l'Espagne confirme que ce que la Croatie a réalisé est un exploit et qu'elle était bien favorite du groupe en dominant, battant et éliminant la République tchèque. La Croatie est qualifiée pour la seconde place derrière l'Espagne.
| Rang | Équipe             | Pts | J | G | N | P | Bp | Bc | Diff |
| ---- | ------------------ | --- | - | - | - | - | -- | -- | ---- |
| 1    | Espagne            | 4   | 2 | 1 | 1 | 0 | 11 | 4  | +7   |
| 2    | Croatie            | 2   | 2 | 0 | 2 | 0 | 6  | 6  | 0    |
| 3    | République tchèque | 1   | 2 | 0 | 1 | 1 | 4  | 11 | -7   |

| Date            | Lieu                | Équipe 1           | Résultat | Équipe 2           |
| --------------- | ------------------- | ------------------ | -------- | ------------------ |
| 29 janvier 2014 | Lotto Arena, Anvers | Espagne            | 3 – 3    | Croatie            |
| 31 janvier 2014 | Lotto Arena, Anvers | Croatie            | 3 – 3    | République tchèque |
| 2 février 2014  | Lotto Arena, Anvers | République tchèque | 1 – 8    | Espagne            |

## Phase à élimination directe
|  | Quarts de finale                    | Quarts de finale                    | Quarts de finale                    | Quarts de finale                    |           |          | Demi-finales                        | Demi-finales                        | Demi-finales                        | Demi-finales                        |                                     |                                     | Finale                              | Finale                              | Finale                              | Finale                              |
|  |                                     |                                     |                                     |                                     |           |          |                                     |                                     |                                     |                                     |                                     |                                     |                                     |                                     |                                     |                                     |
|  | 3 février 2014, Sportpaleis, Anvers | 3 février 2014, Sportpaleis, Anvers | 3 février 2014, Sportpaleis, Anvers | 3 février 2014, Sportpaleis, Anvers |           |          | 6 février 2014, Sportpaleis, Anvers | 6 février 2014, Sportpaleis, Anvers | 6 février 2014, Sportpaleis, Anvers | 6 février 2014, Sportpaleis, Anvers |                                     |                                     | 8 février 2014, Sportpaleis, Anvers | 8 février 2014, Sportpaleis, Anvers | 8 février 2014, Sportpaleis, Anvers | 8 février 2014, Sportpaleis, Anvers |
|  | 3 février 2014, Sportpaleis, Anvers | 3 février 2014, Sportpaleis, Anvers | 3 février 2014, Sportpaleis, Anvers | 3 février 2014, Sportpaleis, Anvers |           |          | 6 février 2014, Sportpaleis, Anvers | 6 février 2014, Sportpaleis, Anvers | 6 février 2014, Sportpaleis, Anvers | 6 février 2014, Sportpaleis, Anvers |                                     |                                     | 8 février 2014, Sportpaleis, Anvers | 8 février 2014, Sportpaleis, Anvers | 8 février 2014, Sportpaleis, Anvers | 8 février 2014, Sportpaleis, Anvers |
|  | 1er Grp A                           | Ukraine                             | 1                                   | 1                                   |           |          | 6 février 2014, Sportpaleis, Anvers | 6 février 2014, Sportpaleis, Anvers | 6 février 2014, Sportpaleis, Anvers | 6 février 2014, Sportpaleis, Anvers |                                     |                                     | 8 février 2014, Sportpaleis, Anvers | 8 février 2014, Sportpaleis, Anvers | 8 février 2014, Sportpaleis, Anvers | 8 février 2014, Sportpaleis, Anvers |
|  | 1er Grp A                           | Ukraine                             | 1                                   | 1                                   |           |          | 6 février 2014, Sportpaleis, Anvers | 6 février 2014, Sportpaleis, Anvers | 6 février 2014, Sportpaleis, Anvers | 6 février 2014, Sportpaleis, Anvers |                                     |                                     | 8 février 2014, Sportpaleis, Anvers | 8 février 2014, Sportpaleis, Anvers | 8 février 2014, Sportpaleis, Anvers | 8 février 2014, Sportpaleis, Anvers |
|  | 2e Grp B                            | Portugal                            | 2                                   | 2                                   |           |          | 6 février 2014, Sportpaleis, Anvers | 6 février 2014, Sportpaleis, Anvers | 6 février 2014, Sportpaleis, Anvers | 6 février 2014, Sportpaleis, Anvers |                                     |                                     | 8 février 2014, Sportpaleis, Anvers | 8 février 2014, Sportpaleis, Anvers | 8 février 2014, Sportpaleis, Anvers | 8 février 2014, Sportpaleis, Anvers |
|  | 2e Grp B                            | Portugal                            | 2                                   | 2                                   | 2e Grp B  | Portugal | 3                                   | 3                                   |                                     |                                     |                                     |                                     | 8 février 2014, Sportpaleis, Anvers | 8 février 2014, Sportpaleis, Anvers | 8 février 2014, Sportpaleis, Anvers | 8 février 2014, Sportpaleis, Anvers |
|  | 4 février 2014, Sportpaleis, Anvers |                                     |                                     |                                     | 2e Grp B  | Portugal | 3                                   | 3                                   |                                     |                                     |                                     |                                     | 8 février 2014, Sportpaleis, Anvers | 8 février 2014, Sportpaleis, Anvers | 8 février 2014, Sportpaleis, Anvers | 8 février 2014, Sportpaleis, Anvers |
|  |                                     |                                     | 1er Grp C                           | Italie                              | 4         | 4        |                                     |                                     |                                     |                                     |                                     |                                     | 8 février 2014, Sportpaleis, Anvers | 8 février 2014, Sportpaleis, Anvers | 8 février 2014, Sportpaleis, Anvers | 8 février 2014, Sportpaleis, Anvers |
|  | 1er Grp C                           | Italie                              | 1er Grp C                           | Italie                              | 4         | 4        | 2                                   | 2                                   |                                     |                                     |                                     |                                     | 8 février 2014, Sportpaleis, Anvers | 8 février 2014, Sportpaleis, Anvers | 8 février 2014, Sportpaleis, Anvers | 8 février 2014, Sportpaleis, Anvers |
|  | 1er Grp C                           | Italie                              | 6 février 2014, Sportpaleis, Anvers |                                     |           |          | 2                                   | 2                                   |                                     |                                     |                                     |                                     | 8 février 2014, Sportpaleis, Anvers | 8 février 2014, Sportpaleis, Anvers | 8 février 2014, Sportpaleis, Anvers | 8 février 2014, Sportpaleis, Anvers |
|  | 2e Grp D                            | Croatie                             | 1                                   | 1                                   |           |          |                                     |                                     |                                     |                                     |                                     |                                     | 8 février 2014, Sportpaleis, Anvers | 8 février 2014, Sportpaleis, Anvers | 8 février 2014, Sportpaleis, Anvers | 8 février 2014, Sportpaleis, Anvers |
|  | 2e Grp D                            | Croatie                             | 1                                   | 1                                   | 1er Grp C | Italie   | 3                                   | 3                                   |                                     |                                     |                                     |                                     |                                     |                                     |                                     |                                     |
|  | 3 février 2014, Sportpaleis, Anvers |                                     |                                     |                                     | 1er Grp C | Italie   | 3                                   | 3                                   |                                     |                                     |                                     |                                     |                                     |                                     |                                     |                                     |
|  |                                     |                                     | 2e Grp A                            | Russie                              | 1         | 1        |                                     |                                     |                                     |                                     |                                     |                                     |                                     |                                     |                                     |                                     |
|  | 2e Grp A                            | Russie                              | 2e Grp A                            | Russie                              | 1         | 1        | 6                                   | 6                                   |                                     |                                     |                                     |                                     |                                     |                                     |                                     |                                     |
|  | 2e Grp A                            | Russie                              |                                     |                                     |           |          |                                     |                                     |                                     |                                     |                                     |                                     |                                     |                                     |                                     |                                     |
|  | 1er Grp B                           | Roumanie                            | 0                                   | 0                                   |           |          |                                     |                                     |                                     |                                     |                                     |                                     |                                     |                                     |                                     |                                     |
|  | 1er Grp B                           | Roumanie                            | 0                                   | 0                                   | 2e Grp A  | Russie   | 4ap                                 | 4ap                                 | Match pour la troisième place       | Match pour la troisième place       | Match pour la troisième place       | Match pour la troisième place       |                                     |                                     |                                     |                                     |
|  | 4 février 2014, Sportpaleis, Anvers |                                     |                                     |                                     | 2e Grp A  | Russie   | 4ap                                 | 4ap                                 | Match pour la troisième place       | Match pour la troisième place       | Match pour la troisième place       | Match pour la troisième place       |                                     |                                     |                                     |                                     |
|  |                                     |                                     | 1er Grp D                           | Espagne                             | 3         | 3        |                                     |                                     | 8 février 2014, Sportpaleis, Anvers | 8 février 2014, Sportpaleis, Anvers | 8 février 2014, Sportpaleis, Anvers | 8 février 2014, Sportpaleis, Anvers |                                     |                                     |                                     |                                     |
|  | 1er Grp D                           | Espagne                             | 1er Grp D                           | Espagne                             | 3         | 3        | 4                                   | 4                                   | 8 février 2014, Sportpaleis, Anvers | 8 février 2014, Sportpaleis, Anvers | 8 février 2014, Sportpaleis, Anvers | 8 février 2014, Sportpaleis, Anvers |                                     |                                     |                                     |                                     |
|  | 1er Grp D                           | Espagne                             |                                     |                                     |           |          |                                     | 4                                   |                                     |                                     | 2e Grp B                            | Portugal                            | 4                                   | 4                                   |                                     |                                     |
|  | 2e Grp C                            | Slovénie                            | 0                                   | 0                                   |           |          |                                     |                                     |                                     |                                     | 2e Grp B                            | Portugal                            | 4                                   | 4                                   |                                     |                                     |
|  | 2e Grp C                            | Slovénie                            | 0                                   | 0                                   | 1er Grp D | Espagne  | 8                                   | 8                                   |                                     |                                     |                                     |                                     |                                     |                                     |                                     |                                     |
|  |                                     |                                     |                                     |                                     |           |          |                                     |                                     |                                     |                                     |                                     |                                     |                                     |                                     |                                     |                                     |

### Quarts-de-finale
Dans ce match qui oppose les deux seules équipes d'Europe qui ont déjà disputé la finale de la compétition sans jamais la remporter, le Portugal, favori de la compétition, est favori du match devant l'Ukraine qui est aussi considérée comme l'un des outsiders les plus potentiels du championnat.
Au cours d'une rencontre équilibrée dans tous les compartiments de jeu, le ballon va d'un but à l'autre tantôt contrôlé par les Ukrainiens, tantôt par les Portugais. Le Portugal ouvre le score, mais l'Ukraine égalise. La Seleçao reprend l'avantage après la mi-temps et, en dépit d'attaques de part et d'autre du terrain, le score ne bouge plus. Le Portugal se qualifie ainsi pour les demi-finales où il rencontrera le gagnant du match Italie-Croatie. À noter que l'arbitre hongrois ne siffle pas une main d'un Portugais dans sa zone à trois minutes de la fin qui aurait dû valoir le pénalty d'une possible égalisation pour l'Ukraine.
| 1er quart-de-finale      | Ukraine       | 1 – 2   | Portugal            | Sportpaleis, Anvers            |                                |
| 3 février 2014 18:00 CET | Valenko 12:08 | (1 - 1) | Cardinal 2:48 22:50 | Arbitrage : Balázs Farkas (en) | Arbitrage : Balázs Farkas (en) |
| 3 février 2014 18:00 CET | Rapport       |         |                     | Arbitrage : Balázs Farkas (en) | Arbitrage : Balázs Farkas (en) |

La Russie part logiquement favorite du troisième quart contre la Roumanie (qu'elle rencontre pour la deuxième fois après l'avoir déjà battue 2-1 en éliminatoires) pour une place en demi-finale.
Contrairement au match de la phase de qualification, la Roumanie, qui ayant atteint son objectif de sortir de son groupe a annoncé qu'elle jouerait sans pression, croule sous les attaques russes et implose face à une Russie explosive. La Sbornaïa fait le break en inscrivant quatre buts dès la première mi-temps synonyme de qualification pour les quarts-de-finale. Le score aurait pu être plus lourd car si la Russie avait concrétisé le tiers de ses occasions (contrées pour la plupart par un gardien roumain obligé sortir en permanence loin des cages pour sauver son équipe de buts supplémentaires), la Roumanie aurait encaissé deux fois plus de buts. La deuxième mi-temps ne montre que l'alourdissiement du score. Après sa victoire dans un match à sens unique, la Russie se qualifie pour les demi-finales où elle rencontrera l'Espagne ou la Slovénie.
| 3e quart-de-finale       | Russie                                                                        | 6 – 0   | Roumanie | Sportpaleis, Anvers     |                         |
| 3 février 2014 20:30 CET | Robinho 2:41 · Shayakhmetov 7:51 · Eder Lima 8:12 15:30 36:47 · Sergeev 33:25 | (4 - 0) |          | Arbitrage : Borut Šivic | Arbitrage : Borut Šivic |
| 3 février 2014 20:30 CET | Rapport                                                                       |         |          | Arbitrage : Borut Šivic | Arbitrage : Borut Šivic |

Ce match est la revanche de la petite-finale de l'Euro 2012 entre les deux demi-finalistes perdants. L'Italie est favorite en tant que favori de la compétition, mais sa défaite contre la Slovénie au premier tourainsi que le nul de la Croatie contre l'Espagne restent dans les esprits.
Face à une Croatie accrocheuse, l'Italie se qualifie dans la douleur pour disputer une demi-finale contre le Portugal. L'Italie prend rapidement les devants en moins d'une minute, mais la Croatie égalise peu après. L'Italie inscrit le deuxième but à la dizaine de minutes. Les gardiens parviennent à figer le score pour le reste de la partie. En toute fin de match, la Croatie augmente la cadence brutalement et concentre tous ses efforts pour marquer le but de l'égalisation. L'Italie se fait très peur et passe à deux doigts d'une nouvelle égalisation croate en fin de match avec son gardien surmené et le cadre frappé. Elle garde cependant le score intact si bien qu'elle se qualifie.
| 2e quart-de-finale       | Italie                     | 2 – 1   | Croatie       | Sportpaleis, Anvers                      |                                          |
| 4 février 2014 18:00 CET | Romano 0:46 · Fortino 9:10 | (2 - 1) | Jelovčić 6:54 | Arbitrage : Fernando Gutiérrez Lumbreras | Arbitrage : Fernando Gutiérrez Lumbreras |
| 4 février 2014 18:00 CET | Rapport                    |         |               | Arbitrage : Fernando Gutiérrez Lumbreras | Arbitrage : Fernando Gutiérrez Lumbreras |